# An Torc
An Torc är ett berg i Storbritannien.   Det ligger i kommunen Highland och riksdelen Skottland, i den norra delen av landet, 600 km norr om huvudstaden London. Toppen på An Torc är 739 meter över havet, eller 84 meter över den omgivande terrängen. Bredden vid basen är 1,2 km.
Terrängen runt An Torc är kuperad.  Trakten runt An Torc är nära nog obefolkad, med mindre än två invånare per kvadratkilometer. Omgivningarna runt An Torc är i huvudsak ett öppet busklandskap.